# مارشال نیروی هوایی سلطنتی
مارشال نیروی هوایی سلطنتی (انگلیسی: Marshal of the Royal Air Force) بالاترین درجه نظامی در نیروی هوایی سلطنتی بریتانیا است. این درجه در زمان صلح به افسران نیروی هوایی سلطنتی در هنگام انتصاب به سمت رئیس ستاد دفاع بریتانیا و نیز به روسای ستاد نیروی هوایی سلطنتی در هنگام بازنشستگی، اعطا می‌شود، که در آخرین روز خدمت به آن ارتقا می‌یابند. در حال حاضر بالاترین درجه‌ای که افسران در خدمت فعال در نیروی هوایی سلطنتی به آن ارتقا می‌یابند، مارشال ارشد هوایی است. معادل مارشال نیروی هوایی در ارتش بریتانیا، درجه فیلد مارشال می‌باشد.